# Hothouse Flowers
Hothouse Flowers est un groupe de rock irlandais qui combine la musique traditionnelle irlandaise avec des influences de soul, de gospel et de rock. Formés en 1985 à Dublin, ils commencent comme artistes de rue. Leur premier album, People (1988), est le premier album le plus réussi de l'histoire irlandaise, se classant no 1 en Irlande et no 2 au Royaume-Uni. Après deux autres albums et de longues tournées, le groupe se sépare en 1994. Depuis leur retour en 1998, les membres du groupe publient sporadiquement de nouvelles chansons et tournent, mais poursuivent également des carrières solo.

## Carrière
Le groupe se forme en 1985 lorsque Liam Ó Maonlaí et Fiachna Ó Braonáin, qui se sont connus enfants dans une école de langue irlandaise à Booterstown, commencent à se produire en tant que musiciens de rue à Dublin comme « The Incomparable Benzini Brothers ». Ils sont bientôt rejoints par Peter O'Toole et remportent un prix d'artistes de rue. Ils renomment le groupe « Hothouse Flowers » (le nom leur est suggéré par la chanteuse et actrice Maria Doyle Kennedy) et commencent à écrire des chansons et à se produire dans toute l'Irlande. Le magazine Rolling Stone les qualifie alors de « meilleur groupe non signé d'Europe ». 
En 1986, Bono du groupe U2 voit les Flowers jouer à la télévision et leur offre son soutien. Ils sortent leur premier single, Love Don't Work This Way, sur le label Mother Records de U2, qui conduit rapidement  à une signature avec London Records, une filiale de PolyGram. 
Leur premier album, People, sort en mai 1988 et est le premier album le plus réussi de l'histoire irlandaise. Il a atteint la 1re place en Irlande en une semaine et atteint finalement la 2e place du classement britannique des meilleures ventes d'albums. Le premier single de l'album Feet on the Ground est no 1 en Irlande. Le succès international de l'album reçoit un coup de pouce quand un clip vidéo du single Don't Go est joué pendant l'entracte du Concours Eurovision de la chanson 1988. La réalisation de ce clip est subventionnée par la Commission européenne. Il s'agit à l'époque de la vidéo la plus coûteuse jamais produite en Irlande. Les Hothouse Flowers sont filmés dans onze pays européens différents, en train d'interpréter leur chanson. Cela propulse la chanson au n°11 du UK Singles Chart, la position la plus élevée que le groupe atteindrait jamais dans ce classement. En septembre 1988, le groupe apparaît à l'affiche du festival de Reading. En juin 1989, ils jouent au festival de Glastonbury, tout comme l'année suivante. 

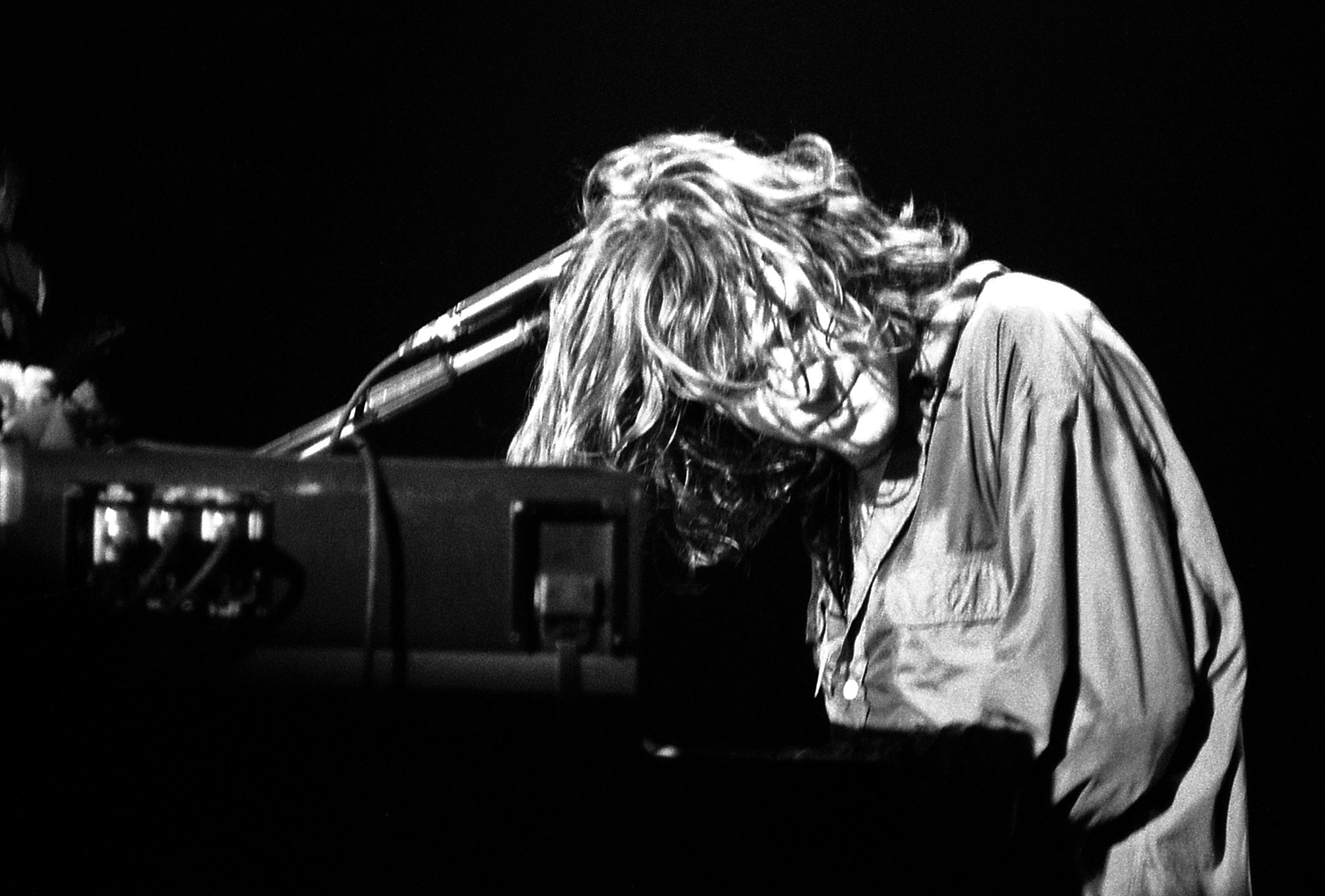
Ó Maonlaí lors d'une performance avec Hothouse Flowers le 7 juin 1990

Le deuxième album du groupe, Home, sort en juin 1990. Il est enregistré sporadiquement au cours de nombreuses tournées, avec des sessions à Dublin, Carlow, Londres, et une journée de travail avec Daniel Lanois à la Nouvelle-Orléans, pendant que Bob Dylan fait une pause dans ses sessions. L'album n'a pas le succès du premier disque, mais il est quand même no 1 en Australie en 1991. Give It Up et I Can See Clearly Now (une reprise de la chanson de Johnny Nash) atteignent respectivement les 30e et 23e rangs du UK Singles Chart .
En 1989, les Flowers collaborent avec les Indigo Girls sur leur chanson Closer To Fine, qui devient un hit américain, et conduit à une certaine exposition aux États-Unis pour le groupe (bien que limitée, car leur contribution à la chanson n'est pas créditée).
En janvier 1992, le groupe apparaît dans un épisode de Lovejoy, une série dramatique de la BBC.
En 1992, Hothouse Flowers rejoint Def Leppard - le groupe ainsi combiné s'appelle The Acoustic Hippies From Hell - pour enregistrer 3 chansons (From the Inside, une reprise de You Can't Always Get What You Want des Rolling Stones, et une reprise de Little Wing de Jimi Hendrix) qui sont incluses en tant que faces B sur le single Have You Ever Needed Someone So Bad de Def Leppard, tiré de leur album Adrenalize.
L'album Songs From the Rain sort en mars 1993. Bien qu'il reçoive de bonnes critiques et obtienne un certain succès dans les charts en Australie et en Irlande, les ventes mondiales sont décevantes. Dans une tentative de relancer les ventes de disques (et surtout de percer aux États-Unis), le label et le management du groupe maintiennent celui-ci sur la route presque continuellement pendant toute l'année. Le groupe participe également à la tournée du festival itinérant Another Roadside Attraction au Canada et collabore avec The Tragically Hip, Crash Vegas, Midnight Oil et Daniel Lanois sur le single Land pour protester contre la destruction de la forêt en Colombie-Britannique.
Début 1994, Ó Maonlaí décide que le groupe souffre d'épuisement physique, mental et créatif, et demande un congé sabbatique d'un an.
Cette pause se transforme en plusieurs années, alors que les membres du groupe vivent des changements dans leur vie personnelle, notamment des divorces, des mariages, la naissance d'enfants et la mort du père d'Ó Maonlaí. La formation se sépare également de son manager, et Leo Barnes (saxophone) et Jerry Fehily (batterie) quittent le groupe. O'Toole et Ó Braonáin passent une partie de leur temps libre en tournée avec Michelle Shocked. Ó Maonlaí travaille avec Tim Finn et Andy White, tout en étudiant la musique traditionnelle irlandaise.
En mai 1998, ils livrent Born. Rejoint par Wayne Sheehy à la batterie et Rob Malone à la basse, cet album contient de nombreuses contributions d'O'Toole à l'écriture des chansons, qui, libéré de ses responsabilités à la basse, joue principalement de la guitare, du bouzouki et des claviers. La musique incorpore également plus d'éléments de boucles électroniques, de synthétiseurs et d'effets de studio. Le mois suivant, ils apparaissent à nouveau au festival de Glastonbury.
En 1999, ils arrivent au terme de leur contrat avec London Records, et le label comme le groupe décident de ne pas le renouveler. Plus tard cette année-là sort le disque Live auto-produit par le groupe, principalement tiré d'un concert d'octobre 1998 au National Stadium de Dublin, avec un extrait d'un concert de novembre à Tokyo. Sheehy et Malone quittent le groupe peu de temps après sa sortie. Dave Clarke, anciennement de Blue in Heaven, reprend la batterie et O'Toole revient à la basse.
En 2000, London sort une compilation de chansons de leurs quatre albums précédents intitulée Hothouse Flowers: The Best Of - 2000.
Pendant la pause officielle du groupe entre Songs From the Rain et Born, les membres du groupe ont tous écrit des chansons individuellement et se sont sporadiquement réunis pour écrire en collaboration. Certaines de ces chansons ne sont jamais sorties, tandis que d'autres sont considérablement modifiées pour devenir certaines des pistes de Born . En 2003, les Flowers rassemblent ces enregistrements inédits et les publient sous le titre Vaults: Volume 1.
En février 2004, le groupe sort son dernier album, Into Your Heart, produit par le groupe et John Reynolds. Le premier single, Your Love Goes On, atteint la 3e place du palmarès irlandais. L'album atteint également la 2e place du classement des albums irlandais. Le disque sort sur le label RubyMusic en Europe et est distribué par Redeye aux États-Unis. Ils font de nombreuses tournées pour soutenir le disque, y compris une performance au festival de Glastonbury en 2004. Peter O'Toole quitte le groupe après cela.
Ó Maonlaí fait plusieurs tournées en tant qu'interprète acoustique solo et sort un album en 2005 appelé Rian.
En 2007, Ó Braonáin apparait sur l'album Voila de Belinda Carlisle, chantant un duo avec elle sur une reprise de Bonnie and Clyde. Hothouse Flowers apparaît sur la scène acoustique du festival de Glastonbury en 2007. Ó Braonáin et Clarke collaborent également avec un ancien membre des Pogues du groupe Pre-Nup, qui ouvre quelques concerts en Amérique pour Hothouse Flowers. Un album de Pre-Nup, Hell to Pay, sort le 4 septembre 2007.
Fin 2008, Ó Maonlaí sort l'album succédant à Rian, intitulé To Be Touched.
O'Toole reviens dans le groupe et tourne avec eux après son long congé sabbatique.
Hothouse Flowers effectue une tournée intitulée Away with the Traveling Circus au Royaume-Uni en octobre et novembre 2015. Lors d'une interview dans The Imelda May Show en Irlande, le groupe confirme qu'il travaille sur un nouvel album, dont la sortie est provisoirement prévue en 2016. Certains éléments de l'album à venir sont joués pendant la tournée.
Le groupe joue une version live de I Can See Clearly Now dans le premier épisode de l'émission The Grand Tour d'Amazon Prime mis à disposition pour la première fois en novembre 2016. En conséquence, ils voient leur popularité augmenter, la chanson se classant n °1 dans le palmarès rock d'iTunes au Royaume-Uni.
Le 17 novembre 2016, le groupe sort un nouvel album studio, Lets Do This Thing, enregistré aux studios Windmill Lane à Dublin.

## Musiciens
| Membres actuels - Liam Ó Maonlaí – chant, claviers, guitare (1985–aujourd'hui) - Fiachna Ó Braonáin – guitare, chant (1985–auj.) - Peter O'Toole – basse (1985–2004, 2015-auj.), guitare (1998–1999) - Dave Clarke – batterie(1999–auj.) | Anciens membres - Leo Barnes – saxophone (1985–1998) - John Paul Tansey - batterie (1985–1987) - Michan Walker basse (1985–1986) - Jerry Fehily – batterie (1985–1998) - Wayne Sheehy – batterie (1998–1999) - Rob Malone – basse (1998–1999) - Kieron Kennedy – guitare (2001) |

## Discographie

### Albums studio
| People                                                                                                  | - Sortie : mai 1988 - Label : London Records        | - | 30 | 20 | 32 | 47 | 6  | 11 | 21 | 2  | 88  | - Nouvelle-Zélande : Or - Royaume - Uni : or |
| Home | - Sortie : juin 1990 - Label : London Records       | - | 1  | -  | 32 | 61 | 13 | 11 | -  | 5  | 122 | - Royaume-Uni: or - Australie : Platine      |
| Songs from the Rain                                                                                     | - Sortie : mars 1993 - Label : London Records       | - | 19 | -  | 79 | 64 | 22 | 18 | 32 | 7  | 156 | - Royaume-Uni: Argent                        |
| Born | - Sortie : mai 1998 - Label : London Records        | - | -  | -  | -  | -  | -  | -  | -  | 97 | -   |                                              |
| The Vaults Vol 1                                                                                        | - Sortie : 2003 - Label : London Records            | - | -  | -  | -  | -  | -  | -  | -  | -  | -   |                                              |
| Into Your Heart                                                                                         | - Sortie : février 2004 - Label : Rubyworks Records | 3 | -  | -  | -  | -  | -  | -  | -  | -  | -   |                                              |
| Let's Do This Thing                                                                                     | - Sortie : 2016 - Label : Auto-publié en ligne      | - | -  | -  | -  | -  | -  | -  | -  | -  | -   |                                              |
| "-" désigne les éléments qui n'ont pas été répertoriés ou qui n'ont pas été diffusés sur ce territoire. |                                                     |   |    |    |    |    |    |    |    |    |     |                                              |

### Compilations
| Just a Note                                                                                             | - Sortie : novembre 1991 (Australie uniquement) - Label : PolyGram Records | -  | 74 |
| The Best of                                                                                             | - Sortie : octobre 2000 - Label : London Records                           | -  | -  |
| The Platinum Collection                                                                                 | - Sortie : mars 2006 - Label : Rhino Records                               | 44 | -  |
| The Older We Get: The London Years                                                                      | - Sortie : mai 2025 - Label : Cherry Red                                   |    |    |
| "-" désigne les éléments qui n'ont pas été répertoriés ou qui n'ont pas été diffusés sur ce territoire. |                                                                            |    |    |

### Albums live
| Titre         | Détails                     |
| ------------- | --------------------------- |
| Live          | - Sortie : 1999 - Label : - |
| Goodnight Sun | - Sortie : 2010 - Label : - |

### Singles
| Year | Title                         | Peak chart positions | Peak chart positions | Peak chart positions | Peak chart positions | Peak chart positions | Peak chart positions | Peak chart positions | Peak chart positions | Peak chart positions | Peak chart positions | Peak chart positions | Album                        |
| Year | Title                         | IRL                  | AUS                  | AUT                  | BEL (Fla)            | ALL                  | P-B                  | N-Z                  | SUE                  | R-U                  | USA Main.            | USA Mod.             | Album                        |
| ---- | ----------------------------- | -------------------- | -------------------- | -------------------- | -------------------- | -------------------- | -------------------- | -------------------- | -------------------- | -------------------- | -------------------- | -------------------- | ---------------------------- |
| 1987 | Love Don't Work This Way      | 7                    | —                    | —                    | —                    | —                    | —                    | —                    | —                    | —                    | —                    | —                    | People                       |
| 1987 | Don't Go                      | 2                    | 39                   | 16                   | 36                   | 26                   | 28                   | 6                    | 6                    | 11                   | 16                   | 7                    | People                       |
| 1988 | Feet On the Ground            | 1                    | —                    | —                    | —                    | —                    | —                    | —                    | —                    | —                    | —                    | —                    | People                       |
| 1988 | I'm Sorry                     | 14                   | 50                   | —                    | —                    | —                    | 82                   | 30                   | —                    | 53                   | 23                   | 12                   | People                       |
| 1988 | Easier in the Morning         | 6                    | 98                   | —                    | —                    | —                    | —                    | —                    | —                    | 77                   | —                    | —                    | People                       |
| 1990 | Give It Up                    | 3                    | 53                   | —                    | —                    | 52                   | —                    | —                    | —                    | 30                   | 29                   | 2                    | Home                         |
| 1990 | I Can See Clearly Now         | 5                    | 22                   | —                    | —                    | —                    | —                    | —                    | —                    | 23                   | —                    | —                    | Home                         |
| 1990 | Movies                        | 19                   | 66                   | —                    | —                    | —                    | —                    | —                    | —                    | 68                   | —                    | —                    | Home                         |
| 1991 | Christchurch Bells            | —                    | 98                   | —                    | —                    | —                    | —                    | —                    | —                    | —                    | —                    | —                    | Home                         |
| 1991 | Hardstone City                | 7                    | 97                   | —                    | —                    | —                    | —                    | —                    | —                    | —                    | —                    | —                    | Home                         |
| 1991 | The Rose (with The Dubliners) | 2                    | —                    | —                    | —                    | —                    | —                    | —                    | —                    | —                    | —                    | —                    | (Uniquement sorti en single) |
| 1993 | An Emotional Time             | 5                    | 57                   | —                    | —                    | —                    | —                    | —                    | —                    | 38                   | —                    | —                    | '4Songs From the Rain4'      |
| 1993 | Thing of Beauty               | —                    | —                    | —                    | —                    | —                    | —                    | —                    | —                    | —                    | 32                   | 14                   | '4Songs From the Rain4'      |
| 1993 | One Tongue                    | —                    | —                    | —                    | —                    | 55                   | —                    | —                    | —                    | 45                   | —                    | —                    | '4Songs From the Rain4'      |
| 1993 | Isn't It Amazing              | —                    | —                    | —                    | —                    | —                    | —                    | —                    | —                    | 46                   | —                    | —                    | '4Songs From the Rain4'      |
| 1993 | This Is It (Your Soul)        | —                    | —                    | —                    | —                    | —                    | —                    | —                    | —                    | 67                   | —                    | —                    | '4Songs From the Rain4'      |
| 1998 | You Can Love Me Now           | —                    | —                    | —                    | —                    | —                    | —                    | —                    | —                    | 65                   | —                    | —                    | Born                         |
| 2004 | Your Love Goes On             | 12                   | —                    | —                    | —                    | —                    | —                    | —                    | —                    | —                    | —                    | —                    | Into Your Heart              |

### Compilations d'artistes divers
- Larry Kirwan's Celtic Invasion - 2013 : Sí Do Mhaimeo Í
- No Prima Donna: The Songs of Van Morrison - 1994 : Bright Side of the Road